# 11005 Waldtrudering
11005 Waldtrudering este un asteroid din centura principală de asteroizi.

## Descriere
11005 Waldtrudering este un asteroid din centura principală de asteroizi. A fost descoperit pe 6 august 1980 la Observatorul La Silla de Richard M. West. Asteroidul prezintă o orbită caracterizată de o semiaxă mare de 2,66 ua, o excentricitate de 0,20 și o înclinație de 8,4° în raport cu ecliptica.